# 楚伊犁西风芹
楚伊犁西风芹（学名：Seseli tschuiliense）为伞形科西风芹属的植物。分布于中国大陆的新疆等地，生长于海拔1,300米的地区，常生长在沙质以及多石山坡，目前尚未由人工引种栽培。